# Le Robert
Le Robert – miasto i gmina na Martynice (departamencie zamorskim Francji); 24 tys. mieszkańców (2006). Trzecie co do wielkości miasto Martyniki.